# Amyciaea
Amyciaea é um género de aranhas da família Thomisidae que mimetizam formigas, a sua presa preferida. A espécie A. albomaculata mimetiza as espécies do género Oecophylla.

## Espécies
O género Amyciaea inclui as seguintes espécies:
- Amyciaea albomaculata (O. P-Cambridge, 1874) (Austrália, Nova Guiné)
- Amyciaea forticeps (O. P.-Cambridge, 1873)  (Índia, China à Malásia)
- Amyciaea hesperia Simon, 1895 (Serra Leoa, Costa do Marfim)
- Amyciaea lineatipes O. P.-Cambridge, 1901 (Singapors, Samatra)
- Amyciaea orientalis Simon, 1909 (Vietname)